# پیم مولیر
پیم مولیر (انگلیسی: Pim Mulier; ۱۰ مارس ۱۸۶۵ – ۱۲ آوریل ۱۹۵۴) اسکیت‌باز، ورزشکار دو و میدانی، و روزنامه‌نگار اهل پادشاهی هلند بود.